# Жовчнокам'яна кишкова непрохідність
Жовчнокам'яна кишкова непрохідність – це форма кишкової непрохідності, викликана жовчним каменем у шлунково-кишковому тракті. Симптоми можуть включати біль у животі, що з'являється та зникає, блювання і закреп. Рідше може спостерігатися пожовтіння шкіри. Ускладнення можуть включати сепсис і панкреатит.
До факторів ризику належать камені в жовчному міхурі розміром понад 2 см та повторні епізоди холециститу. В основі механізму лежить запалення, що призводить до утворення з’єднання між жовчним міхуром і шлунково-кишковим трактом, через яке пізніше можуть проходити жовчні камені. Потім ці жовчні камені можуть застрягти, найчастіше в нижній частині клубової кишки. Діагноз можна поставити за допомогою медичної візуалізації.
Лікування проводиться хірургічним шляхом. Хірургічне втручання може передбачати видалення жовчного каменя, закриття отвору між жовчним міхуром і шлунково-кишковим трактом, а також видалення жовчного міхура. Часто на початковому етапі виконують лише першу частину операції, а повторне втручання проводять, якщо симптоми зберігаються. Ризик смерті становить близько 20%.
Жовчнокам'яна кишкова непрохідність зустрічається приблизно у 4 із 1000 людей із жовчнокам’яною хворобою. Вона становить приблизно 2,5% випадків непрохідності тонкої кишки та менше 0,1% усіх випадків кишкової непрохідності. Жінки хворіють втричі частіше, ніж чоловіки. Найчастіше хвороба виникає у людей віком понад 60 років. Вперше цей стан був описаний Томасом Бартоліном у 1654 році, у померлої людини.